# Salud y roncanrol
Salud y rocanrol es el segundo álbum en vivo que publicó la banda de rock Barricada en 1997, fue su segundo disco grabado en directo. Se grabó en un concierto celebrado en plaza de toros de su ciudad natal Pamplona. Contó la colaboración de Rosendo, Yosi y Molly (de Hamlet).

## Lista de canciones
1. En la silla eléctrica - 4:40
2. Pasión por el ruido - 3:00
3. Nada - 3:10
4. Difícil - 2:44
5. Haz lo que quieras (Tu cuerpo) - 4:02
6. Veneno - 3:32
7. Y Las Estrellas - 3:54
8. Pocos - 4:40
9. Rejas - 3:06
10. Oveja negra - 3:30
11. Sospechoso - 2:41
12. Suerte - 3:25
13. Insolencia - 4:00
14. Salta (Por instinto) - 3:40
15. Lentejuelas - 4:04
16. Problemas - 3:12
17. En blanco y negro - 6:32